# 児山敬一
児山敬一（こやま けいいち、1902年3月1日－1972年4月22日）は、日本の哲学者、歌人。東洋大学名誉教授。

## 人物
静岡県浜松市出身。1928年東京帝国大学文学部哲学科卒。数理哲学を専攻し,1952年東洋大学教授、同東洋学研究所長、名誉教授。佐佐木信綱に師事し『心の花』に所属、のち1930年「短歌表現」を創刊して口語自由律の作風をうちたてる。戦後は「文芸心」を主宰した。

## 著書
- 『短歌芸術論』 (短歌表現叢書) 改造社 1931
- 『文学語法概説 助詞篇』 (表現叢書 表現社, 1933
- 『精神史の理解』表現社, 1933
- 『方法性の哲学』表現社, 1933
- 『芸術評論』 (文学・方法シリイズ) 短歌と方法社, 1933
- 『動かれる青ぞら 短歌集』 (表現叢書) 表現社 1934
- 『数理哲学』モナス, 1937
- 『新短歌の立場』 (表現叢書 表現社, 1941
- 『正徹論』三省堂 1942
- 『今川了俊・その武士道と文学』三省堂, 1944
- 『数学の哲学』武蔵野出版社, 1946
- 『数学概論』実業教科書, 1948-1949
- 『発願のころ』(表現社文庫 表現社 1952
- 『万葉学研究』開文社 1956
- 『哲学概論』文雅堂書店 1957
- 『なにがし坂 短歌集』表現社, 1972

### 編纂
- 『おとのない三角』 (短歌表現叢書 編纂. 短歌表現社, 1932
- 『坪井隆遺稿集』編. 表現社, 1939

## 校歌作詞
- 静岡県立浜松北高等学校